# Hochwasser in Mitteleuropa 2009

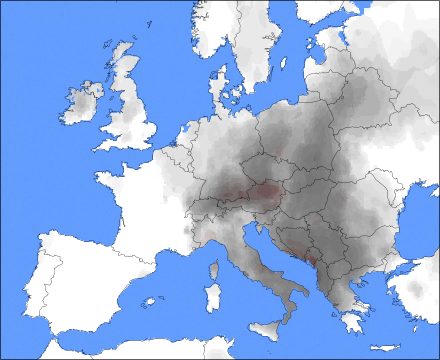
Hauptereignis 21.–24. Juni, 72h-Summe

Die Hochwasser in Mitteleuropa im Juni 2009 betrafen vor allem die an der Donau, Moldau und Oder liegenden mitteleuropäischen Staaten Österreich, Tschechien und Serbien, teilweise auch Deutschland (Bayern), die Slowakei, Polen und Rumänien. Die Wetterlage, die für die Hochwasser verantwortlich war, zog sich bis etwa Mitte Juli.
Die Hochwasserkatastrophen forderten mindestens 21 Todesopfer und verursachten Schäden von derzeit mutmaßlich einigen hundert Millionen Euro.
Im Verlaufe des Juli kam es dann in ganz Mitteleuropa zu schweren Hagelunwettern mit lokalen Überflutungen. Deren Gesamtschäden wurden auf eine zweistellige Millionensumme geschätzt (Stand: August 2009).

## Wetterlage
Der Juni 2009 war – zumindest für Österreich
– einer der regenreichsten Junimonate seit Beginn der Wetteraufzeichnungen.
Nach einem sehr trockenen April
war schon der Mai feucht gewesen,
und bis Mitte Juni folgten wiederholt regenreiche Tiefdrucklagen und Gewitter. Tief Quinton
sorgte dann in der Zeit vom 20. bis Ende Juni für schwere Niederschläge an der Alpennord- und Ostseite, der Karpatensüdseite, sowie dem mittleren Balkan bis in die Krimregion und den Ostseeraum. Es handelte sich um ein langsam von der Adria Richtung Schwarzes Meer ziehendes Höhentief – trotz des typischen feuchtwarmen Aufgleitens aus Südost und Stauniederschlag aus Ost und Nordost, einer „‚klassischen’ Hochwasserlage“, fehlte die Vb-Charakteristik eines Bodentiefkerns.
Tief Quinton bildete sich vom 20. bis 22. Juni, durch Abschnürung eines Höhentiefs über den Alpen Richtung Südosten. Ein atlantischer Kaltlufteinbruch hatte in den Nordalpen vom 18. bis 20. Juni kräftigen Niederschlag, mit Schneefall bis auf 1500 m gebracht. Das abgespaltene Höhentief verlagerte sich über die mittlere Adria am 20./21. und den Zentralbalkan am 22. Juni. Sein Frontensystem, dessen Okklusion von Ost, dann Nordost gegen Mitteleuropa geführt wurde, führte vom 22. bis 24. Juni vom Unterinntal bis in das Wiener Becken zu schweren Niederschlägen, von über 100 mm/48 h, mit 207 mm/48 h im Lunz am See. Lokal war diese Phase dem Alpenhochwasser 2005 vergleichbar, das aber einen schnelleren Anstieg hatte.
Ab dem 25. Juni verlagerte sich das Tief über das Schwarze Meer, am 25. und 26. Juni
konzentrierten sich die Niederschläge auf den Raum Belgrad und Südungarn, in Österreich und Tschechien entspannte sich die Lage wieder. Am 27. und 28. des Monats
bewegte sich eine Front gegen Südpolen und den Baltikum, und weitere niederschlagsreiche Luftmassen trafen am 27., 28. und 29. auch wieder Tschechien, Österreich und Serbien, sowie am 29.
auch Zentralbulgarien und Moldawien.
Erst nach dem 29. zerfiel diese stabile und stationäre Großwetterlage, die Luftmassen über Zentral- und Osteuropa blieben aber weiterhin extrem feucht und instabil, sodass in folgenden Tagen wiederholt schwere Gewitter zu weiteren lokalen Hochwassern führten. Noch bis in die ersten zwei Juliwochen waren lokale Starkregen bis über 50 mm in wenigen Stunden zentraleuropaweit zu verzeichnen. Eine Ende dieser Wetterphase erfolgte erst mit dem Durchzug der Tiefs Rainer über England und der Nordsee und Steffen über Südskandinavien, die langsam vordringend vom 3. bis 9. Juli die Großwetterlage umstellten.

Kumulierte Niederschläge der drei Ereignisabschnitte
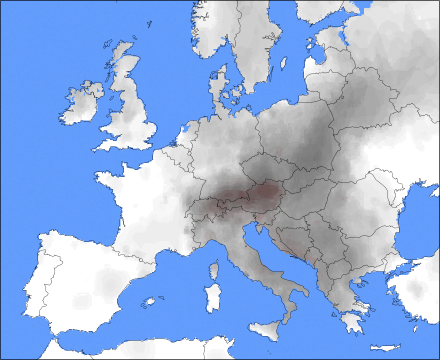
Tiefkern Adria/Balkan 19.–24. Juni 2009
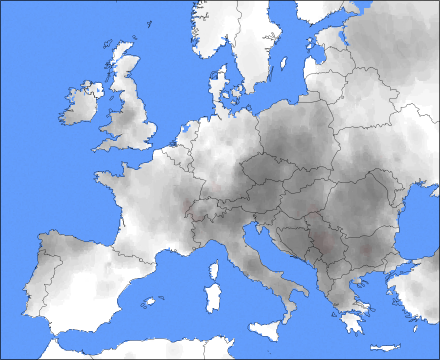
Höhentief Schwarzes Meer 25.–30. Juni 2009
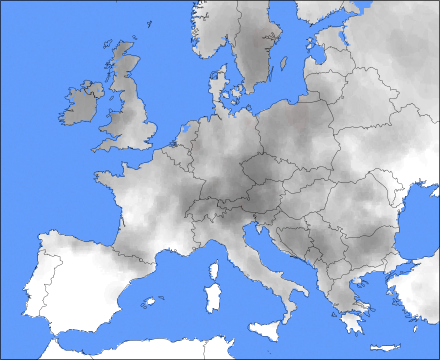
Instabile Nachphase und vordringendes Atlantiktief 1.–9. Juli 2009

## Auswirkungen in den einzelnen Ländern

### Österreich

Jährlichkeiten der Abflüsse von 23. bis 29. Juni

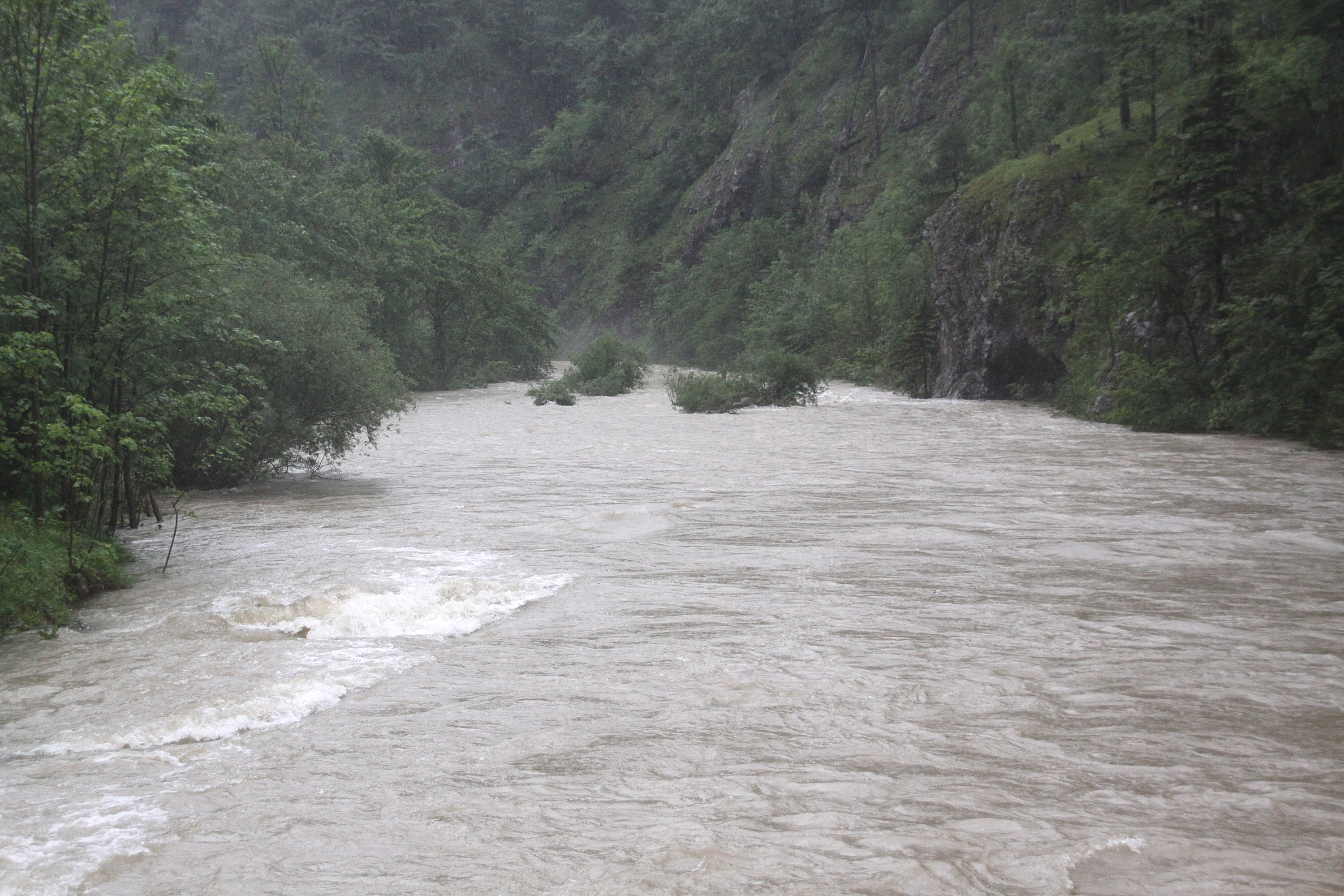
Die Hochwasser führende Schwarza im Höllental

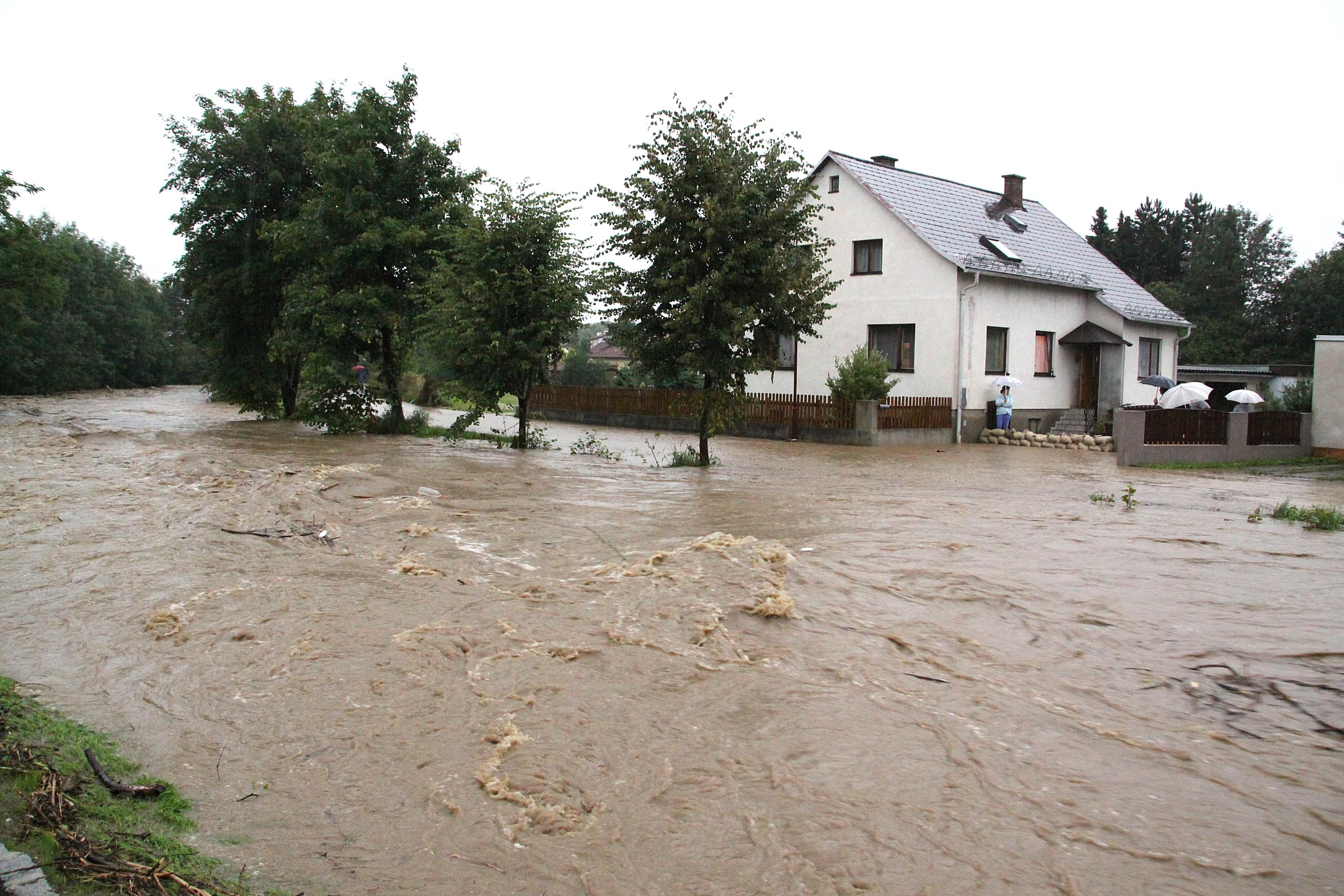
Die Hochwasser führende Pitten in Pitten

Am Dienstag, den 23. Juni begann sich der starke Anstieg der Donauzuflüsse, die von Süden zur Donau führen, auszuwirken und in vielen Orten des österreichischen Alpenvorlandes in Ober- und Niederösterreich wurde in der Nacht zum 24. Juni Hochwasseralarm ausgelöst. Die Landeswarnzentralen wurden verstärkt besetzt. Bereits am Morgen des 24. waren in den beiden Bundesländern etwa 4.000 Feuerwehrleute in Einsatz, auch Hubschrauber des Bundesheeres waren in Einsatz.
In Oberösterreich traten die beiden Flüsse Krems und Traun teilweise aus den Ufern. Die Pegel der Nebenflüsse waren steigend, während die Donau noch gleichbleibend war. Auch in Niederösterreich waren bereits sieben Bezirke betroffen. Vor allem die Flüsse Ybbs, Melk, Erlauf, Traisen und Perschling führten Hochwasser. Der Ort Ybbsitz war seit 3 Uhr morgen von der Außenwelt abgeschlossen. An der Donau (Strudengau, Wachau) wurden so weit wie möglich die bereits vorhandenen mobilen Hochwasserschutzeinrichtungen montiert. In der Steiermark wurde nur von einzelnen Einsätzen, hauptsächlich Pumparbeiten, aber auch Beseitigen von Vermurungen, berichtet.

Schwere Regenfälle gab es auch in Wien, der Tiefspeicher der Albertina (unter der Basteiterrasse), in dem fast eine Million Kunstgegenstände lagern, musste nach einem Wassereinbruch vollständig geräumt werden.
Ab 25. Juni waren zwar die langanhaltenden Regenmengen vorbei, dafür wurden immer mehr kurze Schlagregen mit großen Wassermassen verzeichnet. Da der Boden nicht mehr aufnahmefähig war, waren die Folgen dieser Niederschläge ebenso verheerend. In Oberösterreich entspannte sich die Lage, da die Pegel der Donaunebenflüsse langsam wieder fielen. In Steyr war der Pegel am Stadtkai wieder um 1,4 m zum Vortag gesunken. Die Donau hatte in der Nacht in Mauthausen mit 6,9 m ihren Höchststand erreicht und sank ebenfalls wieder langsam, der Schwerpunkt der Flut verlagerte sich Richtung Wachau. Die Niederschläge selbst wanderten gegen Osten, im Burgenland wurden innerhalb von 24 Stunden von den 326 Feuerwehren 253 zu Hochwassereinsätzen gerufen.
Am 26. Juni kam es vom Mostviertel bis in das Burgenland zu weiteren Überschwemmungen, besonders in der Region um Güssing, wo ganze Landstriche bis zu einem Meter unter Wasser standen, und der Ort Strem von Wassermassen eingeschlossen war. Neben den Feuerwehren war dort auch das Bundesheer mit 200 Mann in Assistenzeinsatz. Im niederösterreichischen Ort Klingfurth bei Wiener Neustadt mussten von einer Hangrutschung bedrohte Häuser evakuiert werden, die Adria-Wien Pipeline, die in dem betroffenen Hang liegt, musste aus Sicherheitsgründen abgestellt werden. In der Steiermark, in der seit Beginn der Unwetter etwa 400 Hangrutschungen zu verzeichnen waren, entspannte sich die Lage gegen Abend etwas.
Am Samstag, dem 27. Juni wurden im Bezirk Bruck an der Leitha zwei Dämme der Leitha gesprengt, damit Wasser in unbewohntes Gebiet abfließen konnte, um so den Flusslauf zu entlasten. In der Nacht zum 28. Juni war ein Todesopfer in Österreich zu beklagen.
Weitere Fortsetzung fanden die Regen nach dem Wochenende. Der Hilfseinsatz des Bundesheeres konzentrierte sich auf den Raum Feldbach und Fürstenfeld. Zunehmend betroffen war auch die Obersteiermark: Die Ortschaft Radmer war nach schweren Murenabgängen ohne Strom und vollständig unerreichbar. Auch um Mariazell und Hieflau kam es zu Überschwemmungen und Sperren. Die Lage an der Enns verschärfte sich wieder, am Montag, den 29. Juni lag zu Mittag der Pegel Steyr wieder über 4 m. Auch die Wachau gab wieder Hochwasseralarm. In der Nacht auf den 30. Juni wurde nach den stärksten jemals gemessenen Regenfällen in St. Pölten den Alpenbahnhof zum zweiten Mal innerhalb weniger Tage überflutet, die ÖBB ließ den Betrieb der Mariazellerbahn erneut einstellen.
Am Dienstag konnten mithilfe von Panzerigeln weitere Hangrutschungen gestoppt werden. Trotzdem konnten zahlreiche Gebäude noch nicht als bewohnbar freigegeben werden. Durch einzelne Gewitter in der Umgebung von Graz kam es auch zu Blitzschlägen. Auch das Freilichtmuseum Stübing wurde durch Überflutungen in Mitleidenschaft gezogen.
Am Freitag, dem 3. Juli wurde zum zweiten Mal innerhalb von zwei Wochen die Wachau durch die Unwetter heimgesucht. Der Ort Spitz, der vorher durch die Donau überflutet worden war, wurde diesmal durch den üblicherweise nur 30 cm tiefen Spitzer Bach, der nach Gewittern bis auf 4 Meter anschwoll, überschwemmt, ein 81-jähriger Mann, der mitgerissen wurde, dürfte erst am 12. Juli bei Traismauer in der Donau gefunden worden sein. Auch im Waldviertel und der Bezirk Steyr-Land fanden schwere Gewitter mit Starkniederschlägen statt, sodass wieder über 2.000 Feuerwehrleute in Einsatz waren.

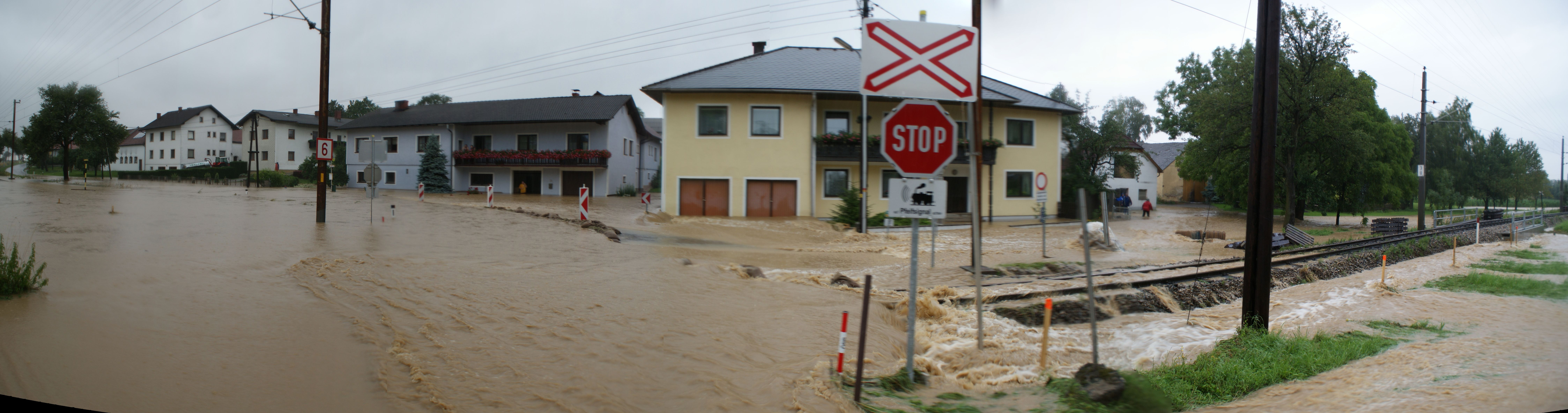
Die St. Pöltner Katastralgemeinde Nadelbach am 6. Juli

Am Montag, dem 6. Juli begannen in den Nachmittagsstunden die stärksten Regenfälle seit 200 Jahren. Betroffen waren vor allem weite Teile Niederösterreichs, Wiens und des Nordburgenlands. St. Pölten wurde erneut zum Katastrophengebiet erklärt, weite Teile des Stadtgebiets waren überflutet. Der Nadelbach überflutete die Katastralgemeinden Nadelbach und Hafing großräumig, auch die Umgebung des Alpenbahnhofs stand wieder unter Wasser. Völlig unerwartet standen am 6. Juli jedoch auch Gebiete unter Wasser, die noch nie zuvor unter Überflutungen zu leiden hatten. Der Europaplatz und der Schießstadtring in St. Pölten mussten gesperrt werden, ein sieben Meter breiter Strom bahnte sich vom Alpenbahnhof seinen Weg in Richtung Innenstadt. Auch das Landesgericht und die Justizanstalt waren vom Hochwasser bedroht. eine weitere Gefahr bestand durch die Überflutung des Umspannwerkes der EVN, da der Wasserstand fast die Stromversorgung zum Erliegen gebracht hätte. Der Tunnel der B1a unter dem Landhausviertel wurde flutbedingt gesperrt, die Westbahn musste den Betrieb am Abend für zwei Stunden einstellen. Zusätzliche Probleme traten durch den mit den Überflutungen einhergehenden Anstieg des Grundwasserspiegels auf, der ebenfalls einen historischen Höchststand erreichte.
Für Dienstag, den 7. Juli wurden ebenso große Unwetterwarnungen wie tags davor ausgegeben. Die Unwetter betrafen aber diesmal mehr den oberösterreichischen Raum, wo vor allem große Schäden in der Landwirtschaft durch Hagel in den Gmunden Gmunden, Vöcklabruck und Wels entstand. In Dürnstein in der Wachau kam es zu einem Felssturz am Vogelbergsteig, der sowohl die Donau Straße als auch die Donauuferbahn blockierte. Die B3 ist nach Sprengungen, die lockeres Gestein aus der wand ablösten, seit dem 10. Juli wieder frei befahrbar. Die Donauuferbahn erfordert aber längere Reparaturarbeiten.
Am 10. Juli spitzte sich die Situation in der Steiermark wieder zu. Vor allem im Bezirk Feldbach kam es auf Grund neuerlicher Regenfälle wieder vermehrt zu Hangrutschungen. In der Zwischenzeit geht man von 600 Rutschungen in der Steiermark in diesem Zeitraum aus.

#### Niederschläge in Österreich
In der Zeit von 22. Juni 7 Uhr bis 24. Juni 7 Uhr haben etliche Orte in Österreich über 150 Liter pro Quadratmeter Niederschlag erhalten: Zusätzlich angegeben sind teilweise die Monatsgesamtniederschläge Juni 2009 – von Oberösterreich bis in das Nordburgenland sind 200–300 % der durchschnittlichen Monatsniederschlagssummen zu vermerken, mit Spitzenwert in St. Pölten mit 388 %, also fast dem Vierfachen der Normalmenge.
| Ort                          | L/m² 48 h | L/m² Juni | Anmerkungen          |
| ---------------------------- | --------- | --------- | -------------------- |
| Lunz am See                  | 207       | 501       |                      |
| Oberndorf an der Melk        | 179       |           |                      |
| Waidhofen an der Ybbs        | 173       |           |                      |
| Micheldorf in Oberösterreich | 167       |           |                      |
| St. Pölten / Landhausviertel | 164       | 311       | neuer Stationsrekord |
| Lilienfeld-Tarschberg        | 153       |           |                      |

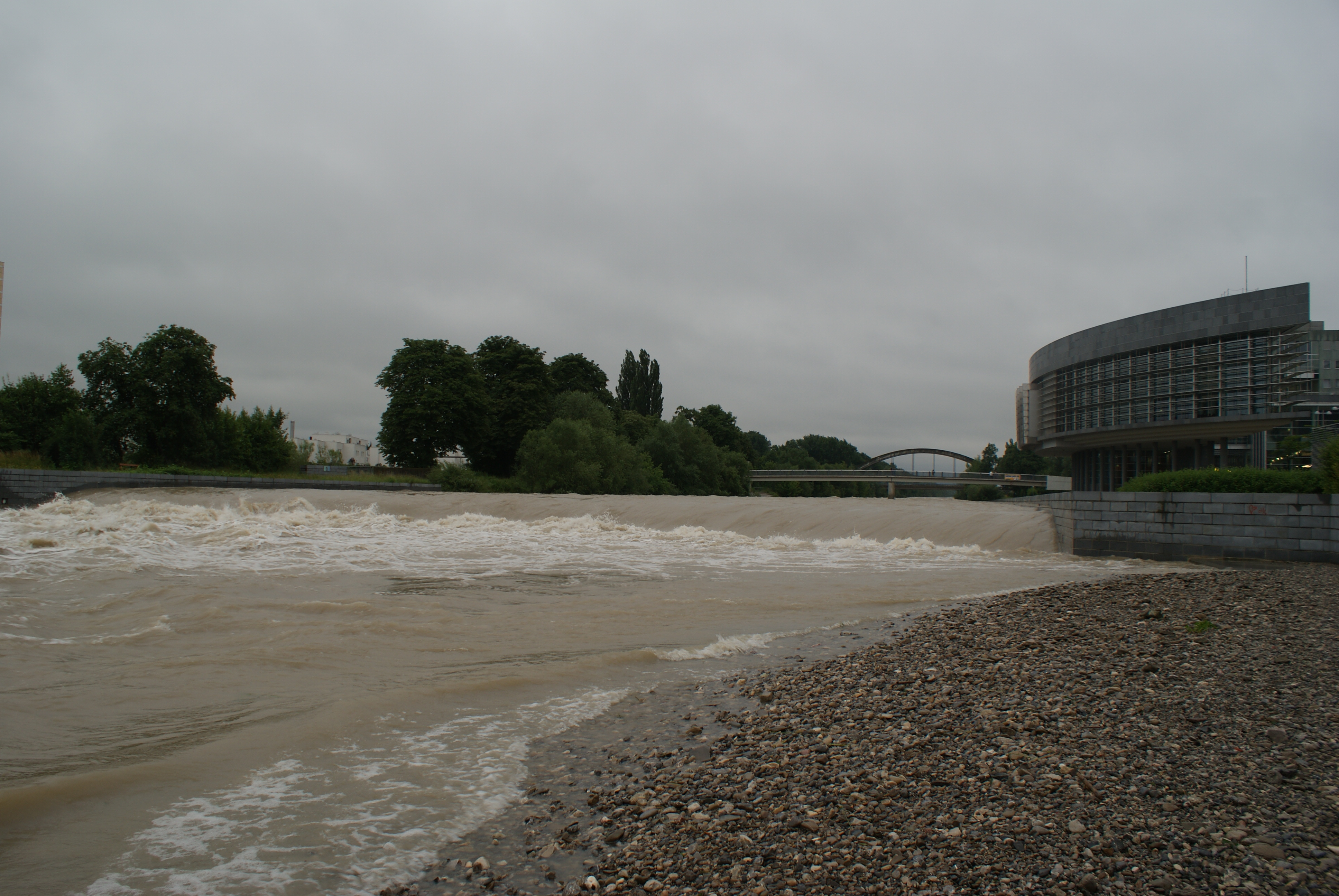
Traisen beim Landhausviertel in St. Pölten

Aber auch in der ersten Julihälfte hielten diese Niederschläge an. Spitzenwerte wurden am 6. Juli erreicht. Orte, die Werte über 50 Liter pro Quadratmeter erreicht haben, waren:
| Ort                          | L/m² am 6. Juli |
| ---------------------------- | --------------- |
| Seibersdorf                  | 101             |
| St. Pölten / Landhausviertel | 72              |
| Berndorf                     | 61              |
| Mönichkirchen                | 54              |
| Lilienfeld                   | 51              |

#### Schäden und Hilfsmaßnahmen
Nach zwei Wochen wurden erste Schadensschätzungen veröffentlicht. So soll sich im Burgenland der Schaden auf ca. 2,5 Millionen Euro belaufen. In Niederösterreich wurden bisher etwa 2.500 bis 3.000 Schadensfälle mit einem Schadensbetrag von ca. 60 Millionen Euro gemeldet. Vom Land Niederösterreich wurde die Hilfe daher von bisher veranschlagten 2,5 Millionen Euro auf 10 Millionen Euro erhöht. In Oberösterreich werden Schadensmeldungen in einer Höhe von 20 Millionen Euro erwartet. Auch in der Steiermark geht man von etwa 10 Millionen Euro aus. Andere Bundesländer meldeten noch keine Schadenssummen.
Da das Katastrophenmanagement in Österreich großteils auf Länderebene erfolgt, sind kaum Zahlen für ganz Österreich vorhanden. Nur vom Bundesheer wurden bundesweite Zahlen veröffentlicht. So wurden im Zuge des Assistenzeinsatzes vom 23. Juni bis 9. Juli 137.000 Stunden geleistet. Im Durchschnitt waren österreichweit etwa 700 Soldaten im Einsatz. Von den Feuerwehren und den Katastrophenhilfsdiensten wurden allein im größten Bundesland Niederösterreich 311.000 Stunden geleistet. Aber auch das Niederösterreichische Rote Kreuz half mit vielen Freiwilligen unter anderem auch mit Kriseninterventionsteams. Ebenso waren Freiwillige des Teams Österreichs im Einsatz.
Wie groß auch die Infrastrukturschäden waren, zeigt die Tatsache, dass Anfang August allein in Niederösterreich zwölf Straßen und drei Bahnen gesperrt waren und die Reparaturarbeiten noch Wochen in Anspruch nahmen.

### Deutschland
Bereits am 23. Juni kamen erste Warnungen in Bayern, da die Niederschläge 70 Liter pro Quadratmeter in 24 Stunden betrugen. Auf den Bergen war Schneefall zu beobachten, auf der Zugspitze fielen 60 cm Neuschnee. Am Inn kam es bereits an diesem Tag zu ersten Überschwemmungen. Von Hochwasser betroffen waren durch die steigenden Nebenflüsse besonders der Landkreis Traunstein, sowie die Landkreise Altötting, Berchtesgadener Land und Cham.
In der Nacht auf Donnerstag, den 25. Juni stieg der Pegel der Donau in Passau, sodass die Meldestufe drei erreicht wurde. Am Donnerstag führten die Donau und die Isar Hochwasser der Meldestufe zwei. Im Laufe des Donnerstags sank in Passau der Wasserspiegel jedoch schon wieder langsam.

### Polen

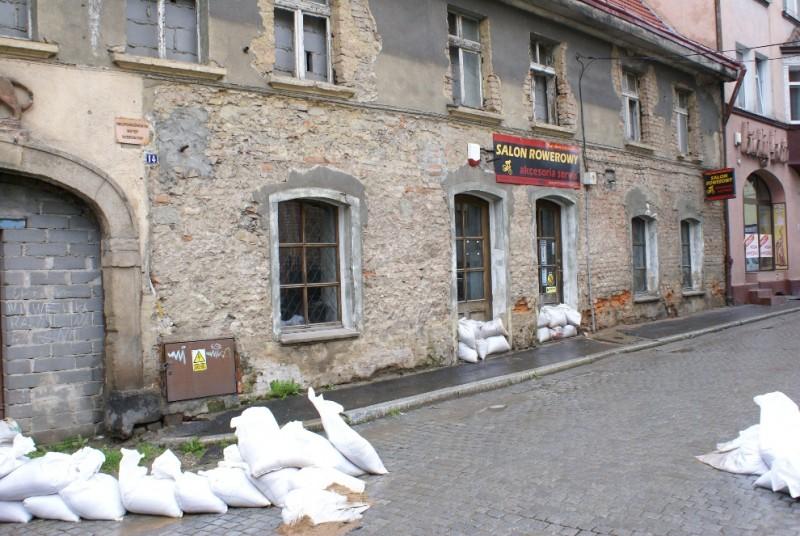
Hochwasserschutz in der polnischen Stadt Kłodzko, ulica Braci Gierymskich

Am 23. Juni kam es in der Gegend um Rzeszów und in der Woiwodschaft Niederschlesien zum Anstieg kleinerer Flüsse. Nach Starkregen im Eulengebirge bei dem in Walim beispielsweise 60 mm/h fielen, wurde Hochwasseralarm für die Piława (Fluss) ab Mościsko (Faulbrück) und die Bystrzyca Świdnicka ab Lubachów (Breitenhain) ausgerufen. In Świdnica überflutete die Bystrzyca Straßen. Weitere Schäden entstanden in Wałbrzych und Jelenia Góra.

### Tschechien
In Tschechien führten die seit dem 22. Juni im Šumava und Gratzener Bergland anhaltenden Starkregenfälle zum Anstieg kleinerer Moldauzuflüsse. Es wurde eine Hochwasserwarnung für Südböhmen gegeben. Die höchste Stufe galt für die Flüsse Malše, Blatnice und Černá. Auch Budweis war von der Warnung betroffen. Am Abend stieg die Rožnovská Bečva in Valašské Meziříčí um 1,20 m und ihre Wassermenge an der Mündung in die Bečva erhöhte sich auf das Zehnfache des Normalwertes. Auch die Vsetínská Bečva schwoll an und zwischen Vsetín, Valašské Meziříčí und Rožnov pod Radhoštěm wurden mehrere Straßen überflutet. In Zubří versanken zahlreiche Autos im Wasser. Todesopfer gab es in Černotín und Valašské Meziříčí. In Český Krumlov erreichte die Moldau mit 63 m³/s die sechsfache der normalen Wassermenge. Bei Větřní kenterte ein Schlauchboot, wobei von den drei Insassen einer ertrank.

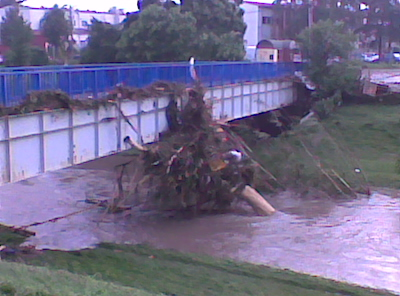
Am Morgen nach der Sturzflut in Nový Jičín

Einen anderen Charakter hatten die Überschwemmungen in Nordmähren und Schlesien. Dort kam es nach Starkregenfällen am 24. Juni mit Regenmengen von bis zu 80 l/m² innerhalb von zwei Stunden zu Sturzfluten an den Flüsschen Jičínka, Grasmanka und Zrzávka. Der Pegel der Jičínka schwoll auf 5,5 m an und übertraf damit das Jahrhunderthochwasser von 1997 um 2 Meter. In Jeseník nad Odrou stieg der Bach Luha innerhalb einer halben Stunde auf 2 Meter an, in der Gemeinde starben vier Menschen, davon drei durch Ertrinken. Auch in Nový Jičín, Bernartice nad Odrou, Životice u Nového Jičína und Kunín starben Menschen. Starke Schäden verursachten die Fluten auch in den zu Nový Jičín gehörenden Ortsteilen Bludovice und Žilina sowie in Hodslavice und Mořkov.
Weitere Flüsse traten nach lokalen Starkregenfällen kurzzeitig über die Ufer. In der Böhmischen Schweiz überschwemmte die Kamenice am Abend des 1. Juli Teile von Janská. Am 6. Juli kam es im Ústecký kraj ebenso zu plötzlichem Gewitterregen, wodurch an einigen Orten der Notstand ausgerufen werden musste. Auch West- und Südböhmen wurden jetzt stark bedroht, wie Orte bei Tábor. Die Behörden befürchteten ein Bersten von Dämmen künstlicher Seen und überlegen die betroffenen Dörfer zu evakuieren.
Stark betroffen vom Hochwasser waren auch Teile West- und Südböhmens sowie Mittelmährens. In der Region drohten bei einer Reihe künstlich angelegter Seen die Dämme zu brechen. Die Behörden erwogen in der Nacht zum Dienstag die Evakuierung mehrerer Dörfer.
Insgesamt starben durch die Auswirkungen des Hochwassers in Tschechien 14 Personen. Eine 15. Person war vermisst. Besonders betroffen waren der Olomoucký kraj und der Moravskoslezský kraj im Einzugsgebiet von Oder und March, wo zahlreiche Straßen und Eisenbahnverbindungen unterbrochen waren.
In ersten Schätzungen war von einem Gesamtschaden von 5 bis 6 Milliarden Kronen (~ 230 Mio. €) ausgegangen.
In stark betroffenen Gebieten wurde begonnen, Kinder gegen Hepatitis zu impfen, um ein Ausbrechen der Krankheit zu verhindern.
Erst am 24. Juli wurde auch die niedrigste Hochwasserwarnstufe in der Region Nový Jičín aufgehoben. Kritik wurde aber immer wieder laut, dass die Feuerwehr und die Gemeinden zu langsam bzw. gar nicht über drohende Hochwasser informiert wurden. Der Umweltminister Ladislav Miko bestätigte, dass in den kritischen Zeiten die Server der Meteorologen zusammenbrachen.

#### Niederschläge in Tschechien
| Valašské Meziříčí | 7,1 | 23,8 (9) | 30,9 (20) | 0,6 | 8,1 | 0,4 | 7,1 | 0,4 | 6,3 (5)   |
| Vsetín            | 1,6 | 7,4      | 12,8 (11) | 1,5 | 0,9 | 0,1 | 9,7 | 7   | 19,1 (18) |

Weitere Niederschlagsspitzen
| Datum         | Menge (l/m²) | max. Stunden- menge (l/m²) | Ort           |
| ------------- | ------------ | -------------------------- | ------------- |
| 30. Juni 2009 | 20,8         | 14                         | Vizovice      |
| 1. Juli 2009  | 9,2          | 5                          | Vsetín        |
| 2. Juli 2009  | 46           | 44                         | Staré Město   |
| 4. Juli 2009  | 11,7         | -                          | Kroměříž      |
| 5. Juli 2009  | 14,7         | -                          | Hejnice       |
| 6. Juli 2009  | 35,9         | 24                         | Hojsova Stráž |

### Slowakei
In der Slowakei wurde am 24. Juni Hochwasserwarnung für Teile im Nordwesten und äußersten Westen gegeben, und am 25. auf die Region Donautiefebene erweitert. Für den 26. galt Hochwasserwarnung auf der ganzen Strecke der Donau, und an der March. Aber bereits am 23. Juni waren in Čirč im Bezirk Prešov, nahe der polnischen Grenze zwei Menschenleben zu beklagen. Ein Geschwisterpaar ertrank, als die Schwester ihren Bruder retten wollte.
In Devín, einem Stadtteil von Bratislava, rechnete man für 26. Juni mit einem Donau-Pegel von 8,3 m, erreicht wurden 8,16 m. Neben Devín war Petržalka betroffen, vielmehr aber die Regionen Šariš und die Umgebung von Dunajská Streda durch einen Sturm.
Am 27. und 28. Juni verlagerten sich die Hochwasser in den Bezirk Bardejov, und die beiden Bezirke Tvrdošín und Námestovo in der Region Orava, insbesondere waren die Gemeinden Rabča und Oravská Polhora in Gefahr, wo zwei Brücken zerstört wurden. Am 29. waren der Bezirk Kežmarok, mit Erdrutschen und Überflutungen in den Städten Kežmarok, Spišská Belá und Ľubica, und die Gemeinden Stará Bystrica und Radôstka in der Region Kysuce betroffen, neuerlich gab es auch Stürme in den Bezirken Senica und Skalica.
Ein 20-jähriger Slowake ertrank im Stausee Ružín, ein Tscheche kam ums Leben, als auf dem Grenzfluss Dunajec ein touristisches Floß sank. Ein Toter war in Stará Ľubovňa nahe der polnischen Grenze zu beklagen.

### Ungarn

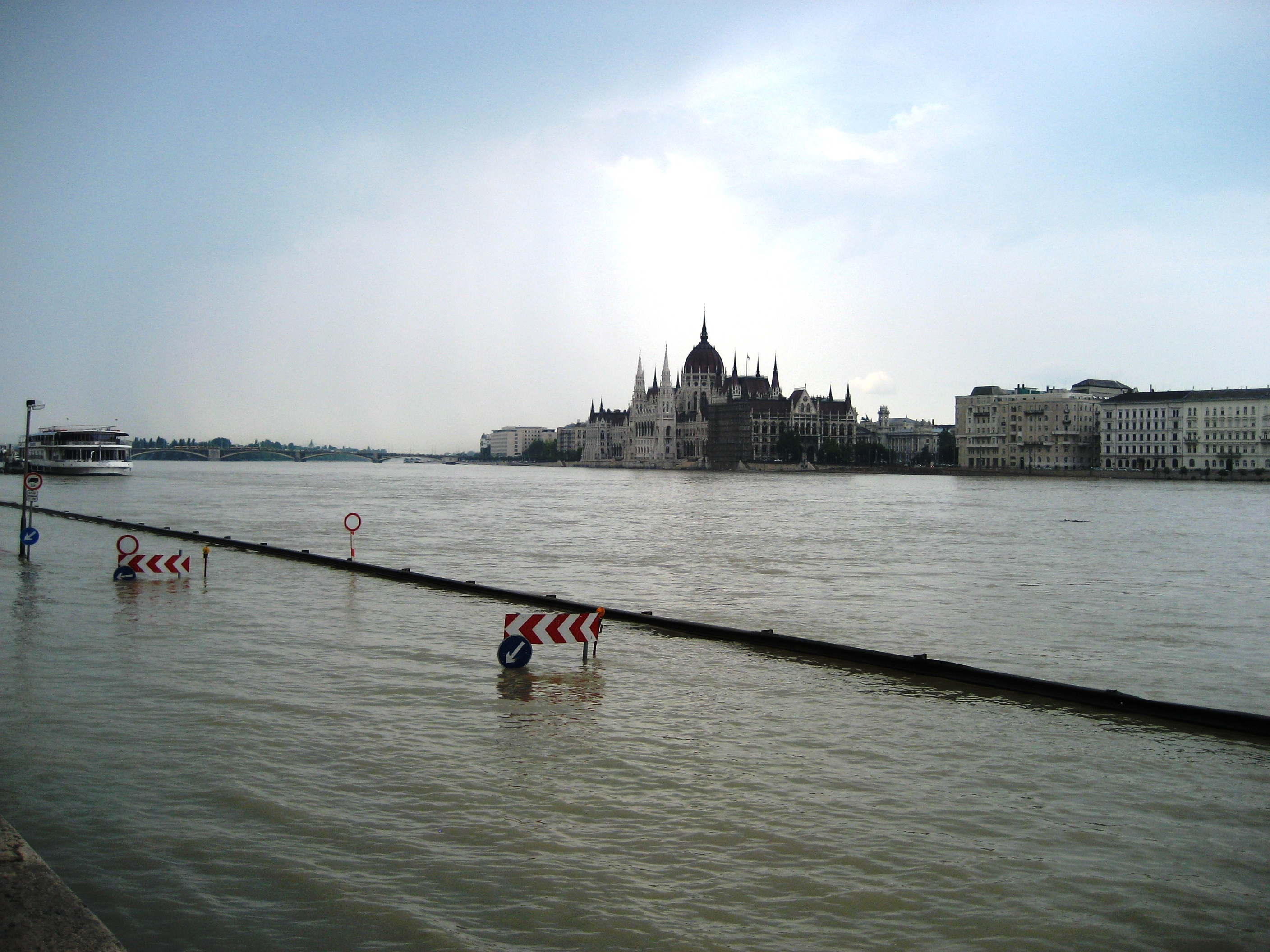
Überflutete Straße an der Donau in Budapest am 29. Juni

Aus Ungarn kamen die ersten Flutwellenmeldungen am 25. Juni. Die Raab erreichte in Szentgotthárd am Morgen des Donnerstag den höchsten jemals gemessenen Pegelstand. Dieser war um 30 cm höher als bei einem großen Hochwasser im Jahr 1965. Durch den zwischenzeitlichen Ausbau des Hochwasserschutzes und da der hohe Wasserstand nicht lange anhielt, wurde mit keiner Gefährdung gerechnet. Die Ungarische Westbahn musste allerdings bereits den Betrieb zwischen Szentgotthárd und Jennersdorf einstellen, da die Schienen an zahlreichen Stellen unterspült wurden. Im Komitat Komárom-Esztergom wurde die erste Hochwasserwarnstufe ausgerufen. Die Leitha auf ungarischem Staatsgebiet ging über.
Am 26. Juni wurde für die Donau zwischen Esztergom und Budapest eine vorsichtige Entwarnung gegeben, da die Wasserstände gegenüber den befürchteten zurückblieben. Die Spitze wurde für die Nacht von 27. auf 28. Juni erwartet und wurde mit 40–50 cm tiefer als bei dem verheerenden Hochwasser 2006 beziffert. Trotzdem wurden Vorkehrungen an zahlreichen neuralgischen Stellen, wie der Szentendre-Insel, getroffen.
Am Sonntagmorgen, den 28. Juni, erreichte die Donau ihren Scheitelpunkt, der 25 Prozent unter den Höchstständen von 2006 lag. An insgesamt 528 Kilometern der Donau in Ungarn bestand Hochwasseralarm. Bei Nagymaros stieg der Pegel auf 5,33 m, in Budapest auf 6,96 m. Hier wurde allerdings ein Anstieg für kurze Zeit auf 7,04 m erwartet. In den oberen Donaubereichen sank der Pegel um diese Zeit bereits wieder deutlich. In Budapest selbst führten die Überschwemmungen allerdings zur Sperre der beiden Uferstraßen.

### Rumänien
Rumänien wurde von zwei Ereignissen betroffen, zum einen am Beginn der Wetterlage, am 22. und 23. Juni wurde für 21 Kreise Hochwasserwarnung ausgegeben, zum anderen 29. und 30. Juni an den Flüssen Buzău (zum Sereth) und Ialomița im Raum der Südkarpaten.

### Serbien
Serbien wurde ebenfalls von Unwettern mit starken Niederschlägen heimgesucht. Hauptsächlich war der Norden des Landes mit den Städten Belgrad und Novi Sad betroffen, aber auch Valjevo 90 Kilometer südöstlich davon.

## Weitere Unwetter
Unmittelbar auf diese Hochwasserserie folgten auch Unwetter, die allerdings mit der oben angeführten Wetterlage keinen Zusammenhang mehr hatten, aber großteils dieselben Landstriche betraf.
In der Nacht von 23. auf 24. Juli kam eine Gewitterfront, die durch vorher vorherrschende ungewöhnlich hohen Temperaturen entstand, von Deutschland über Österreich, Tschechien und Polen. Sie wirkte sich durch Hagel und Sturm und teilweise auch durch Starkniederschläge aus. In Niederösterreich, wo sich solche Fronten üblicherweise auflösen, verstärkte sie sich jedoch wieder und die Stürme brachen auch über das Wiener Umland und die Stadt Wien selbst herein. Diese Front traf völlig unvorbereitet die Bevölkerung, da sie in keinem der Wettermodelle aufschien. Verletzte und sogar Tote traten hauptsächlich durch umgestürzte Bäume auf. Die Schäden trafen auch die Landwirtschaft stark. Auch großflächige Stromausfälle waren zu verzeichnen. Die österreichischen Versicherer sprechen von Schäden um 20 Millionen Euro allein in der Landwirtschaft. Die österreichische Hagelversicherer sprechen sogar vom größten Einzelereignis in den letzten 60 Jahren. Noch am 25. Juli waren die Einsatzkräfte von Feuerwehr und Bundesheer beschäftigt, die etwa 500 beschädigten Häuser im Flachgau notdürftig zu versorgen, um neuerlichen Regenfällen Widerstand zu leisten.
Aber auch in Polen mussten acht Tote und 34 Verletzte durch umstürzende Bäume verzeichnet werden. Auch in Tschechien mussten zwei Opfer beklagt werden. Noch am 25. Juli war es noch nicht gelungen, die Stromversorgung, sowohl in Gegenden von Liberec, aber auch in Ostböhmen wieder vollkommen aufzubauen.